# Copa Korać 1978-79
La Copa Korać 1978-79 fue la octava edición de la Copa Korać, competición creada por la FIBA para equipos europeos que no disputaran ni la Copa de Europa ni la Recopa. Participaron 39 equipos, siete más que en la edición anterior. El ganador fue por segundo año consecutivo el equipo yugoslavo del Partizan, que derrotó en la final al equipo italiano del Arrigoni Rieti, logrando por cuarta edición consecutiva el título un equipo yugoslavo. La final se disputó en el Pabellón Pionir de Belgrado.

## Equipos participantes
| Bélgica             | 4 | Standard Liège          | Racing Pils Mechelen      | Èveil Monceau         | RBC Verviers-Pepinster |
| Francia             | 4 | Olympique d’Antibes     | Caen BC                   | ESM Challans          | EB Orthez              |
| Yugoslavia          | 4 | KK Partizan             | Iskra Olimpia Ljubljana   | KK Jugoplastika Split | Cibona Zagreb          |
| España              | 4 | CB Cotonificio Badalona | Askatuak San Sebastián    | UDR Pineda            | CB Areslux Granollers  |
| Suiza               | 3 | Vevey Basket            | Lignon Basket             | Pully Basket          |                        |
| Israel              | 2 | Hapoel Haifa B.C.       | Hapoel Gvat/Yagur         |                       |                        |
| Italia              | 2 | Pagnossin Gorizia       | AMG Sebastiani Rieti      |                       |                        |
| Checoslovaquia      | 2 | TJ Slavia Praga         | Inter Slovnaft Bratislava |                       |                        |
| Alemania Occidental | 1 | MTV Wolfenbüttel        |                           |                       |                        |
| Inglaterra          | 1 | Stockport Belgrade      |                           |                       |                        |
| Grecia              | 1 | Panathinaikos BC        |                           |                       |                        |
| Austria             | 1 | ABC Milde Sorte Wien    |                           |                       |                        |
| Polonia             | 1 | ŁKS Łódź                |                           |                       |                        |

## First round
| Equipo 1            | Agr.    | Equipo 2           | Ida    | Vuelta  |
| ------------------- | ------- | ------------------ | ------ | ------- |
| Lignon              | 160–138 | Progress Graz      | 77–73  | 83–65   |
| Murray Edinburgh    | 154–156 | Stockport Belgrade | 70–73  | 84–83   |
| T71 Dudelange       | 127–181 | Challans           | 53–85  | 74–96   |
| Panionios           | 185–191 | Pully              | 93–75  | 92–116  |
| Sunderland Sunblest | 188–205 | Areslux Granollers | 86–92  | 102–113 |
| Milde Sorte Wien    | 186–150 | Maroussi           | 114–77 | 72–73   |
| Ginásio Figueirense | 149–189 | Orthez             | 71–90  | 78–99   |
| Panellinios         | 112–134 | Verviers-Pepinster | 58–53  | 54–81   |
| Wolfenbüttel        | 157–147 | Karşıyaka          | 77–68  | 80–79   |

## Second round
| Equipo 1           | Agr.    | Equipo 2           | Ida    | Vuelta  |
| ------------------ | ------- | ------------------ | ------ | ------- |
| Lignon             | 147–167 | Éveil Monceau      | 79–83  | 68–84   |
| Vevey              | 160–228 | Jugoplastika       | 79–106 | 81–122  |
| Stockport Belgrade | 149–219 | Cibona             | 76–104 | 73–115  |
| Challans           | 178–225 | Cotonificio        | 92–100 | 86–125  |
| Iskra Olimpija     | 242–180 | Pully              | 117–74 | 125–106 |
| Caen               | 203–180 | Areslux Granollers | 116–82 | 87–78   |
| Milde Sorte Wien   | 164–173 | Hapoel Gvat/Yagur  | 82–86  | 82–87   |
| Orthez             | 169–161 | Panathinaikos      | 102–73 | 67–88   |
| Verviers-Pepinster | 192–201 | Pagnossin Gorizia  | 92–85  | 100–116 |
| Slavia VŠ Praha    | 166–142 | Wolfenbüttel       | 86–82  | 80–60   |
| Askatuak           | 158–192 | Olympique Antibes  | 79–74  | 79–118  |
| Standard Liège     | 182–143 | Pineda             | 103–70 | 79–73   |
| Hapoel Haifa       | 156–154 | Maes Pils          | 93–70  | 63–84   |
| ŁKS Łódź           | 160–196 | Inter Slovnaft     | 83–98  | 77–98   |

Clasificados automáticamente para cuartos de final
- Partizan (defensor del título)
- Arrigoni Rieti

## Cuartos de final
Los cuartos de final se jugaron dividiendo los 16 equipos clasificados en cuatro grupos con un sistema de todos contra todos.
|  | El primer clasificado avanza a semifinales |

|    | Equipo         | PJ | Pts | G | P | PF  | PC  | Dif. |
| -- | -------------- | -- | --- | - | - | --- | --- | ---- |
| 1. | Arrigoni Rieti | 6  | 11  | 5 | 1 | 514 | 451 | +63  |
| 2. | Inter Slovnaft | 6  | 9   | 3 | 3 | 475 | 474 | +1   |
| 3. | Cibona         | 6  | 9   | 3 | 3 | 466 | 453 | +13  |
| 4. | Orthez         | 6  | 7   | 1 | 5 | 453 | 530 | -77  |

|    | Equipo            | PJ | Pts | G | P | PF  | PC  | Dif. |
| -- | ----------------- | -- | --- | - | - | --- | --- | ---- |
| 1. | Partizan          | 6  | 12  | 6 | 0 | 598 | 537 | +61  |
| 2. | Pagnossin Gorizia | 6  | 9   | 3 | 3 | 574 | 590 | -16  |
| 3. | Hapoel Haifa      | 6  | 8   | 2 | 4 | 537 | 560 | -23  |
| 4. | Olympique Antibes | 6  | 7   | 1 | 5 | 501 | 523 | -22  |

|    | Equipo          | PJ | Pts | G | P | PF  | PC  | Dif. |
| -- | --------------- | -- | --- | - | - | --- | --- | ---- |
| 1. | Jugoplastika    | 6  | 11  | 5 | 1 | 546 | 473 | +53  |
| 2. | Caen            | 6  | 10  | 4 | 2 | 501 | 463 | +38  |
| 3. | Slavia VŠ Praha | 6  | 8   | 2 | 4 | 462 | 514 | -52  |
| 4. | Éveil Monceau   | 6  | 7   | 1 | 5 | 488 | 547 | -59  |

|    | Equipo            | PJ | Pts | G | P | PF  | PC  | Dif. |
| -- | ----------------- | -- | --- | - | - | --- | --- | ---- |
| 1. | Cotonificio       | 6  | 10  | 4 | 2 | 544 | 538 | +6   |
| 2. | Standard Liège    | 6  | 10  | 4 | 2 | 534 | 498 | +36  |
| 3. | Iskra Olimpija    | 6  | 9   | 3 | 3 | 556 | 534 | +22  |
| 4. | Hapoel Gvat/Yagur | 6  | 7   | 1 | 5 | 454 | 518 | -64  |

## Semifinales
| Equipo 1     | Agr.    | Equipo 2       | Ida    | Vuelta |
| ------------ | ------- | -------------- | ------ | ------ |
| Cotonificio  | 171–182 | Arrigoni Rieti | 108–95 | 63–87  |
| Jugoplastika | 192–195 | Partizan       | 96–97  | 96–98  |

## Final
20 de marzo, Hala Pionir, Belgrado
| Equipo 1 | Resultado | Equipo 2       |
| -------- | --------- | -------------- |
| Partizan | 108–98    | Arrigoni Rieti |

| 20 de marzo de 1979 | Partizan                          | 108–98      | Arrigoni Rieti                    | |  |
|                     | Parciales: 54-54, 54-44           |             |                                   | |  |
|                     | Estadísticas Dragan Kićanović, 41 | Reporte Pts | Estadísticas Willie Sojourner, 29 | Pabellón: Hala Pionir, Belgrado Asistencia: 7.000 espectadores Árbitros: Mikhail Davidov (RUS), Yvan Mainini (FRA) |  |

| Campeón de la Copa Korać 1978–79 |
| -------------------------------- |
| Partizan 2º título               |